# Agallia

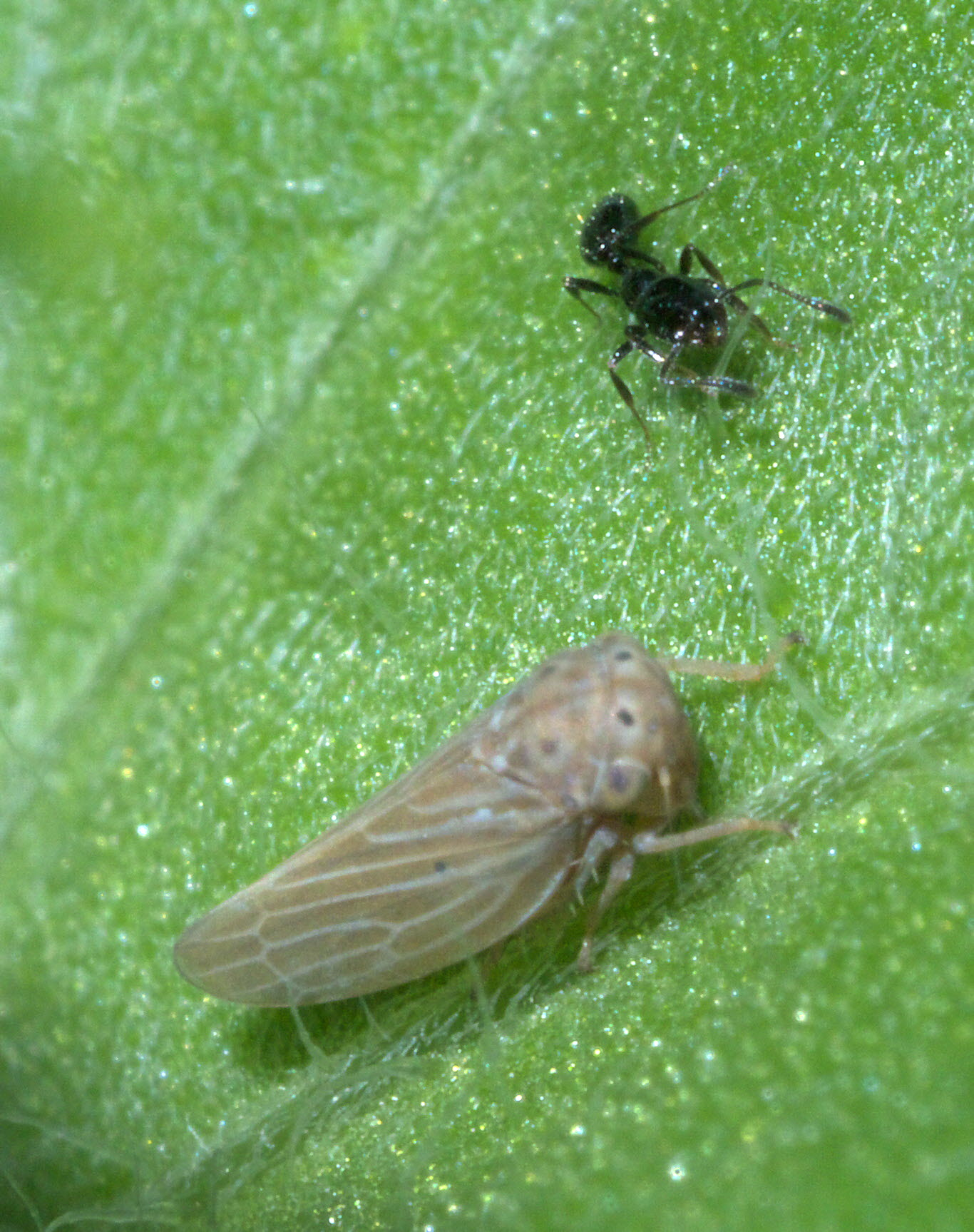
Agallia quadripunctata

Agallia es un género de insectos hemípteros auquenorrincos de la familia Cicadellidae. Incluye las siguientes especies.

## Especies
- Agallia albovenosa Fieber, 1868
- Agallia aliena Fieber, 1868
- Agallia brachyptera (Boheman, 1847)
- Agallia consobrina Curtis, 1833
- Agallia hispanica Horváth, 1900
- Agallia limbata Kirschbaum, 1868
- Agallia lindbergi Metcalf, 1955
- Agallia linnavuorii Quartau, 1971
- Agallia minuta Melichar, 1896
- Agallia obsoleta Fieber, 1868
- Agallia pyreneica Dlabola, 1984
- Agallia ribauti Ossiannilsson, 1938
- Agallia venosa (Fourcroy, 1785)
- Agallia xavieri Lindberg, 1960